# Na falach Atlantyku
Na falach Atlantyku. Przygody rozbitków pośród oceanu – marynistyczna powieść przygodowa i robinsonada dla młodzieży Władysława Umińskiego z 1893 roku (w odcinkach; wydanie książkowe z 1897 roku). Powieść opowiada o przygodach kilku osób, które przeżywają katastrofę jachtu.

## Historia wydań
Powieść była opublikowana w odcinkach w ilustrowanym magazynie Przyjaciel Dzieci (nr 1-25) w 1893 roku. Doczekała się wydania książkowego w 1897 (wydawnictwo Księgarnia Dubowskiego i Gajewskiego), i kolejnych edycji w latach 1923 i 1927.

## Fabuła
Bohaterowie (pan Thornton w towarzystwie swego syna, swej córki Arabeli i jej narzeczonego tudzież dwóch służących) płynie na swym nowo zbudowanym jachcie „Pandora” na Oceanie Atlantyckim, planując udział w nadchodzących regatach. Jacht jednak tonie w wyniku zderzenia z wielorybem, w odległości ok. stu kilkudziesięciu mil na zachód od portu Glasgow. Narzeczony panny Thornton, imieniem Ryszard, ratuje z tonącego jachtu kilka korkowych przyrządów bezpieczeństwa (pasy korkowe), ale rozbitkom nie udaje się spuścić szalupy ratunkowej. Chronią się jednak na ciele martwego wieloryba, z którego skóry budują kajak. Po kilku dniach szczęśliwym trafem napotykają pustą barkę, której załoga wyginęła na żółtą febrę, dzięki której po dalszych przygodach docierają na Wyspy Owcze, a tam następnie są uratowani przez parowiec.

## Analiza
Książka jest zaliczana do gatunku robinsonad i literatury marynistycznej. Jak wiele utworów Umińskiego, powieść uważana jest za inspirowana Verne’em. Przykładem „robinsonowskiej” zaradności bohaterów jest m.in. budowa urządzenia do destylacji morskiej wody, by otrzymać wodę pitną.

## Odbiór
W 1898 o książce pisał recenzent Ateneum, L. Rutkowski. Recenzent ten pisał o książce, że jest „pouczająca i zajmująca” i „porywa fantazyę czytelnika; chwalił też ilustracje w książce.
W tym samym roku w Przeglądzie Pedagogicznym książkę zrecenzowała Maria Dynowska – był to jej debiut literacki. Dynowska uznała powieść za jeden ze słabszych utworów Umińskiego, pisząc, że „o ile pojedyncze szczegóły opowiadania opierają się na faktach możliwych, całość robi wrażenie sztuczne”. Skrytykowała słabo opisany moment katastrofy (zderzenia z wielorybem), mało prawdopodobne przetrwanie bohaterów w wodzie i na wielorybie bez widocznego uszczerbku na zdrowiu czy energii, a także „wstrętny i odrażający” opis trupów na barce. Skrytykowała także wyrażenie „dobrze urodzony... każące przypuszczać, że są także źle urodzeni”, dialogi pomiędzy „miss Arabellą” a jej narzeczonym jako „grzeszące naleciałościami flirtu salonowego, i jako nieprzyzwoite dla młodzieży ustępy takie jak „ujęta w płaskie fałdy zmoczonych sukien, które uwydatniały harmonijność jej postaci”. W podsumowaniu Dynowska skrytykowała także słaby poziom ilustracji, ale napisała, że „Mimo wyżej wskazanych usterek, omawiana powiastka czyta się łatwo i bez znużenia, i młodzieży od lat 10-u do 14-u niejedną chwilę rozrywki zapewnić może”.
O książce pozytywnie wyraził się w 1926 recenzent Dziennika Bydgoskiego o inicjałach I. M., pisząc, że „Jakie smutne koleje nasze rozbitki teraz przechodzą, jak wszelkie przygody i trudności wytężeniem sił ciała i duszy zwalczają, przeciwieństwa i niebezpieczeństwa wytrwale zwyciężają, to wszystko autor tak plastycznie i zajmująco stawia, pod oczyma czytelnika, iż ten nie może prędzej spocząć, aż się [końca] doczyta”.
Według krytyka z 1957 roku powieść nie jest zaliczana do lepszych utworów Umińskiego.
Jadwiga Ruszała w 2000 opisała książkę jako „napisaną z pewnym wdziękiem [ale] trącącą staroświeckością”, krytykując „sentymentalizm pary zakochanych”.